# 卡科庫姆

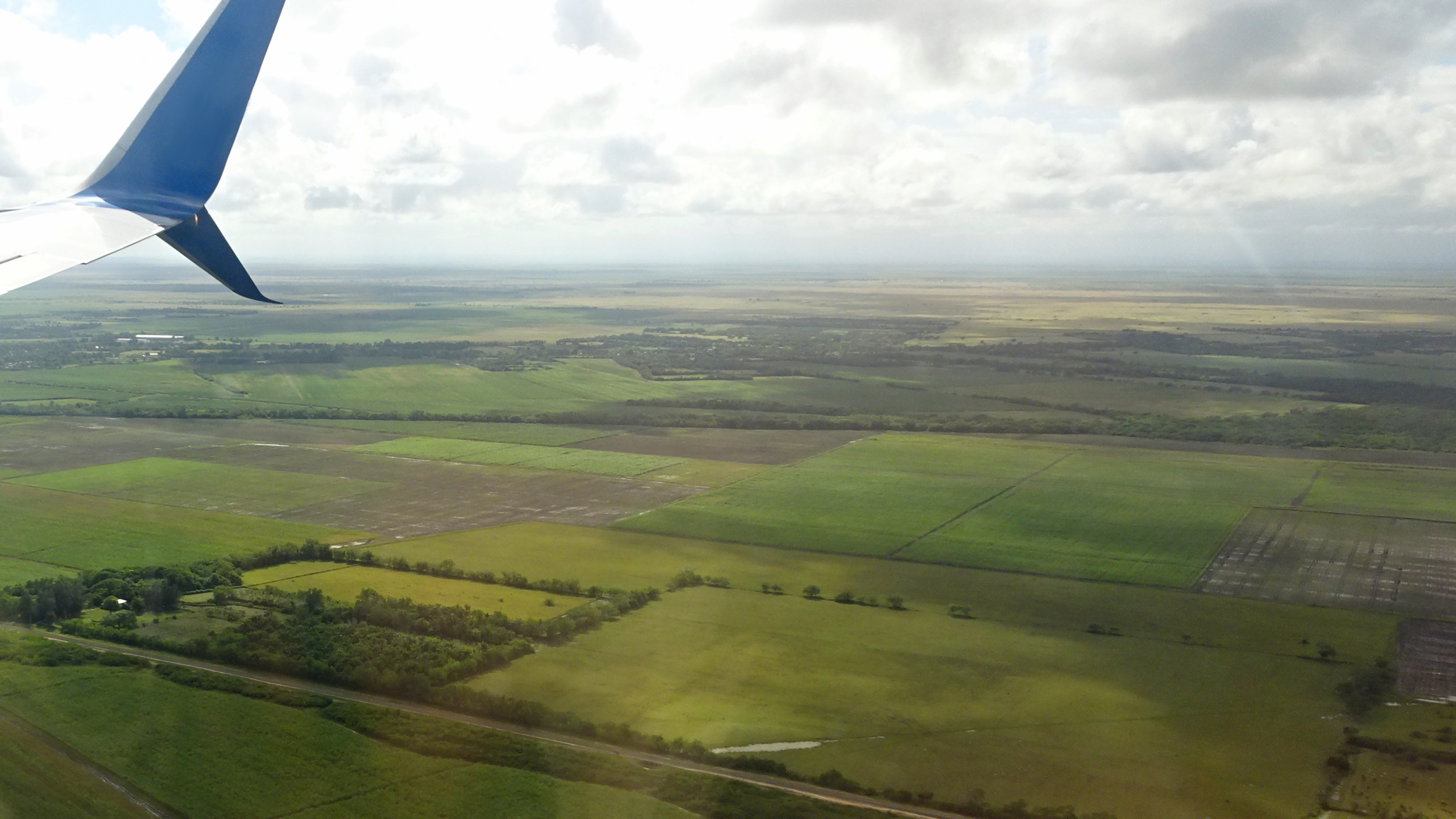

卡科庫姆是古巴的城鎮，属奧爾金省，距離首府奧爾金16公里，面積661平方公里，海拔高度75米，2004年人口42,623，人口密度為每平方公里64.5人。